# 市5線 (基隆市)
市5線 石皮瀨－七堵，是位於基隆市的一條鄉道，北起安樂區興寮里永安，南至七堵區富民里、暖暖區八南里大華橋頭南端，全長4.876公里。

## 路線說明
基隆市
- 安樂區：石皮瀨（起點，台2線岔路）→ 麥金路 → 八德路 → 市1線岔路 → 七堵（終點，台5線岔路）

## 歷史沿革
本線自1976年即編為市5線，惟當時路線長度較短，僅止於麥金路/八德路路口處，且路線名為破瀨－八堵，里程2.883Km。1983年將八德路併入本線，至2010年基隆市境內鄉道全面解編。

## 沿線地標、設施
- 基隆長庚醫院
- 國道1號涵洞、交流道
- 大華橋（七堵區、暖暖區區界）

## 連接公路
- 台2線
- 國道1號（基隆交流道）
- 市1線
- 台5線